# ماونت ورنن (داکوتای جنوبی)
ماونت ورنن(به انگلیسی: Mount Vernon) شهری در ایالت داکوتای جنوبی کشور ایالات متحده آمریکا است که جمعیت آن در سرشماری سال ۲۰۱۰ میلادی، ۴۶۲ نفر بوده‌است.